# Championnat du Chili de football 1984
Navigation
Saison précédente Saison suivante
La saison 1984 du Championnat du Chili de football est la cinquante-deuxième édition du championnat de première division au Chili. Les vingt-six meilleurs clubs du pays sont répartis en deux poules, dont les deux premiers disputent la Liguilla pour le titre et les quatre derniers sont relégués en Segunda Division, la deuxième division chilienne. 
C'est le Universidad Católica qui remporte le championnat cette saison après avoir terminé en tête de la Liguilla, avec deux points d'avance sur l'un des clubs promus, le Club de Deportes Cobresal et l'Unión Española. C'est le cinquième titre de champion du Chili de l'histoire du club.

## Les clubs participants
| - Colo Colo - Universidad Católica - CF Universidad de Chile - Unión Española - Club de Deportes Iquique - Deportes Naval de Talcahuano - Club de Deportes Cobreloa - Santiago Wanderers - CD Everton de Viña del Mar - CD Trasandino de Los Andes - Unión San Felipe - Club de Deportes Cobresal - Promu de Segunda Division - CD San Luis de Quillota - Promu de Segunda Division | - CD San Marcos de Arica - Club Deportivo O'Higgins - CD Arturo Fernandez Vial - CSD Rangers - Club Deportivo Palestino - Deportes Magallanes - Regional Atacama - Audax Italiano - Club de Deportes Antofagasta - Green Cross-Temuco - Club Deportivo Huachipato - Deportes La Serena - Promu de Segunda Division - CD Coquimbo Unido - Promu de Segunda Division |

## Compétition
Le barème utilisé pour établir les classements est le suivant :
- Victoire : 2 points
- Match nul : 1 point
- Défaite : 0 point

### Zone Nord
| Rang | Équipe                       | Pts | J  | G  | N  | P  | Bp | Bc | Diff |
| ---- | ---------------------------- | --- | -- | -- | -- | -- | -- | -- | ---- |
| 1    | Club de Deportes Cobreloa    | 41  | 26 | 18 | 5  | 3  | 47 | 14 | +33  |
| 2    | Club de Deportes Cobresal P  | 38  | 26 | 16 | 6  | 4  | 44 | 20 | +24  |
| 3    | Colo Colo T                  | 36  | 26 | 14 | 8  | 4  | 52 | 21 | +31  |
| 4    | CD San Marcos de Arica       | 30  | 26 | 11 | 8  | 7  | 36 | 33 | +3   |
| 5    | Deportes Magallanes          | 29  | 26 | 10 | 9  | 7  | 43 | 30 | +13  |
| 6    | Club de Deportes Iquique     | 26  | 26 | 7  | 12 | 7  | 23 | 28 | -5   |
| 7    | Club Deportivo Palestino     | 25  | 26 | 10 | 5  | 11 | 44 | 37 | +7   |
| 8    | Unión San Felipe             | 24  | 26 | 7  | 10 | 9  | 23 | 29 | -6   |
| 9    | CD San Luis de QuillotaP     | 24  | 26 | 9  | 6  | 11 | 28 | 49 | -21  |
| 10   | Santiago Wanderers           | 22  | 26 | 6  | 10 | 10 | 21 | 29 | -8   |
| 11   | Club de Deportes Antofagasta | 17  | 26 | 6  | 5  | 15 | 24 | 47 | -23  |
| 12   | Deportes La Serena P         | 13  | 26 | 2  | 9  | 15 | 26 | 48 | -22  |
| 13   | Regional Atacama             | 13  | 26 | 3  | 7  | 16 | 26 | 55 | -29  |

|  | Qualification pour la Liguilla                    |
|  | Relégation directe en Segunda Division            |
|  | T : Tenant du titre P : Promu de Segunda Division |

### Zone Sud
| Rang | Équipe                       | Pts | J  | G  | N | P  | Bp | Bc | Diff |
| ---- | ---------------------------- | --- | -- | -- | - | -- | -- | -- | ---- |
| 1    | Universidad Católica         | 37  | 26 | 15 | 7 | 4  | 46 | 18 | +28  |
| 2    | Unión Española               | 35  | 26 | 13 | 9 | 4  | 34 | 16 | +18  |
| 3    | Deportes Naval de Talcahuano | 31  | 26 | 12 | 7 | 7  | 32 | 18 | +14  |
| 4    | Club Deportivo O'Higgins     | 29  | 26 | 11 | 7 | 8  | 32 | 30 | +2   |
| 5    | CF Universidad de Chile      | 28  | 26 | 10 | 8 | 8  | 29 | 23 | +6   |
| 6    | CSD Rangers                  | 25  | 26 | 8  | 9 | 9  | 34 | 35 | -1   |
| 7    | Club Deportivo Huachipato    | 25  | 26 | 10 | 5 | 11 | 34 | 36 | -2   |
| 8    | CD Everton de Viña del MarC  | 25  | 26 | 8  | 9 | 9  | 22 | 28 | -6   |
| 9    | CD Trasandino de Los Andes   | 24  | 26 | 9  | 6 | 11 | 38 | 37 | +1   |
| 10   | Audax Italiano               | 24  | 26 | 8  | 8 | 10 | 37 | 40 | -3   |
| 11   | CD Arturo Fernandez Vial     | 22  | 26 | 8  | 6 | 12 | 25 | 36 | -11  |
| 12   | Green Cross-Temuco           | 19  | 26 | 6  | 7 | 13 | 18 | 37 | -19  |
| 13   | CD Coquimbo UnidoP           | 14  | 26 | 4  | 6 | 16 | 17 | 41 | -24  |

|  | Qualification pour la Liguilla                               |
|  | Participation au barrage de relégation                       |
|  | Relégation directe en Segunda Division                       |
|  | C : Vainqueur de la Copa Chile P : Promu de Segunda Division |

#### Barrage de relégation
Le CD Trasandino de Los Andes et Audax Italiano ont terminé à égalité de points à la 9e place, la dernière de non-relégable. Ils doivent donc disputer un barrage pour se départager.
| Équipe 1       | Résultat | Équipe 2                   |
| -------------- | -------- | -------------------------- |
| Audax Italiano | 3 - 0    | CD Trasandino de Los Andes |

### Liguilla
| Rang | Équipe                    | Pts | J | G | N | P | Bp | Bc | Diff |
| ---- | ------------------------- | --- | - | - | - | - | -- | -- | ---- |
| 1    | Universidad Católica      | 5   | 3 | 2 | 1 | 0 | 4  | 0  | +4   |
| 2    | Club de Deportes Cobresal | 3   | 3 | 0 | 3 | 0 | 1  | 1  | 0    |
| 3    | Unión Española            | 3   | 3 | 1 | 1 | 1 | 1  | 2  | -1   |
| 4    | Club de Deportes Cobreloa | 1   | 3 | 0 | 1 | 2 | 1  | 4  | -3   |

|  | Qualification pour la Liguilla pré-Libertadores de la saison 1985 |

- Pour compenser le décalage issu du rallongement de la saison dernière, les deux premiers de la Liguilla affronteront le champion et le vice-champion de la prochaine saison pour déterminer les deux qualifiés pour la Copa Libertadores 1986.

## Bilan de la saison
| Championnat du Chili de football 1984 | |
| Champion                              | Universidad Católica (5e titre) |
| Coupes et trophées                    | |
| Vainqueur de la Coupe du Chili 1984   | CD Everton de Viña del Mar |
| Promotions et relégations             | |
| Promus en Primera División            | Club Deportes Concepción Unión La Calera |
| Relégués en Segunda División          | Santiago Wanderers Club de Deportes Antofagasta Deportes La Serena Regional Atacama CD Trasandino de Los Andes Green Cross-Temuco CD Coquimbo Unido CD Arturo Fernandez Vial |